# Виталий Цвирко
Виталий Константинович Цвирко́ (1913 – 1993) е беларуски живописец и педагог.
Награден е с почетното звание „Народен художник на Белоруската ССР“ (1963) и с Държавна награда на Белоруската ССР (1967).

## Биография
Роден е на 1 (14 февруари) 1913 г. в с. Радеево (днес в Буда-Кошельовски район), Гомелска област, Беларус, Руска империя, в семейство на селски учители. Баща му се увличал по творчеството на руските художници Василий Перов, Иля Репин и Иван Крамской. По стените на дома им висели репродукции на техни картини.
Скоро семейството на Цвирко се мести в Минск. В училището учителите по рисуване обръщат внимание на рисунките на Виталий. Те самите са бъдещи известни беларуски живописци – Михаил Станюта и Анатолий Тайчина. Започват да му дават частни уроци. Голямо влияние за формирането на творческата личност на художника оказва беларуският писател, поет и драматург Кондрат Крапива.
През 1929 г. постъпва във Витебския художествен техникум, който завършва през 1932 г. След това живее и работи в Минск. През 1935 г. Цвирко участва в художествена изложба в Москва, а успехът от представянето му го подтиква да постъпи в Московския художествен институт „Суриков“. Там се учи от известните майстори на руския пейзаж Сергей Герасимов и Игор Грабар. Дипломира се с висше образование през 1942 г.
След края на Втората световна война се завръща в Минск, където активно се занимава с живопис на военноисторическа и следвоенна тематика.
След този период Цвирко създава серия градски пейзажи, свързани със събития от войната в Минск. През 1947 г. Цвирко започва да преподава в Минското художествено училище, а през 1952 г. в Белоруския държавен театрално-художествен институт, където отначало оглавява катедрата по живопис. Придобива научно звание професор, заема длъжността ректор на същия институт през 1958 – 1960 г.
В периода 1961 – 1967 г. е секретар на Управителния съвет на Съюза на художниците на СССР, председател е на Управителния съвет на Съюза на художниците на Белоруската ССР през 1962 – 1963 г..
Значителна част от картините на Цвирко се намират във фонда на Беларуския съюз на художниците. Цвирко умира в Минск на 11 юни 1993 г.